# موج دوم فمینیسم
موجِ دومِ فمینیسم که جنبش فمینیستی یا جنبشِ آزادیِ زنان نیز خوانده می‌شود، دوره‌ای از فعالیت فمینیستی در ایالات متحده آمریکا است که در سال‌های آغازین دهه ۱۹۶۰ شروع شد و تا اواخر دههٔ ۹۰ ادامه یافت.
در حالی که موج اول فمینیسم عمدتاً بر روی اصلاح موانع قانونی برای برابری جنسیتی متمرکز بود (برای مثال حق رأی و حق مالکیت)، موج دوم فمینیسم طیف گسترده‌ای از مسائل را مورد توجه قرار داد: نابرابری‌های غیررسمی، نابرابری‌های حقوقی رسمی، جنسیت، خانواده، محل کار و حقوق مربوط به باروری.
هم‌چنین در تلاش برای اضافه کردن متمم برابری حقوق در قانون اساسی ایالات متحده شکست خوردند. بسیاری از فمینیست‌ها، پایان دورهٔ موج دوم را مقارن با منازعات درون‌فمینیستی دربارهٔ مسائلی چون جنسیت و هرزه‌نگاری می‌دانند که نشانگر آغار موج سوم فمینیسم است.

## فرهنگ مردمی
فمینیست‌های دوم موجی فرهنگ مردمی را مورد توجه قرار دادند. یک پروژۀ فمینیسم موج دوم موجب ایجاد تصاویر مثبت از زنان شد که برای مقابله با تصاویر غالب موجود در فرهنگ مردمی و افزایش آگاهی زنان از ظلم و ستم بر آن‌ها، به عنوان مقابله‌ای عادلانه عمل می‌کند.

## کسب و کار
فعالان فمینیستی مجموعه‌ای از مشاغل فمینیستی را ایجاد کرده‌اند؛ از جمله کتابفروشی‌های زنان، اتحادیه‌های اعتباری فمینیست، مطبوعات فمینیستی، کاتالوگ‌های پست الکترونیکی فمینیست، رستوران‌های فمینیست و سمبل‌های فمینیستی. این کسب و کارها به عنوان بخشی از امواج دوم و سوم فمینیسم در دهه‌های ۱۹۷۰، ۱۹۸۰، و دهه ۱۹۹۰ شکوفا شد.